# یالاوانج
یالاوانج (به لاتین: Yalavanc) یک منطقه مسکونی در جمهوری آذربایجان است که در شهرستان قوبا واقع شده است. یالاوانج ۲۴۵ نفر جمعیت دارد.